# Van Hogendorp

Wappen für Gijsbert Karel van Hogendorp (1762–1834) und dessen Nachkommenschaft (1815)

Die Van Hogendorp (sowie van Hogendorp van Hofwegen) sind eine adelige Familie aus den Niederlanden, die im 18. und 19. Jahrhundert großen politischen Einfluss ausübte.

## Historie
Die Van Hogendorp sollen von dem alten Geschlecht der Van Adrichem abstammen. Die Familie war ursprünglich in der Region um Rotterdam ansässig und dem niederen Adel zugehörig. Als erstes nachweisbares Familienmitglied zählt Dieric van Hoghendorpe, der 1319 vermeldet wurde. Die ununterbrochene Stammlinie beginnt mit Ritter Thomas van Hogendorp († 1584 in Leiden). Sein Sohn Gijsbert van Hogendorp († 1584 in Den Haag) war zwischen 1575 und 1582 Stadtadvokat in Rotterdam sowie Ratsherr im Hohen Rat von Holland und Westfriesland. Dessen Enkelsohn Gijsbert van Hogendorp (1589 in Dordrecht-1632 in Haag) war Stammvater der politisch einflussreichen Linie. Er stand als Generalleutnant in schwedischem Dienst und war Gouverneur der Stadt Mainz. Dessen Sohn Diederik van Hogendorp († 1702) stand als Schatzmeister und Ratsherr in Diensten des englischen Königs Wilhelm III. von Oranien. Im Verlauf des 18. Jahrhunderts erlangte die Familie hohes Ansehen im Staatsdienst, war Mitglied des Rotterdamer Patriziat und stellte auch diverse Bürgermeister und Räte der Stadt. Die Gebrüder Willem und Gijsbert van Hogendorp wurden 1745 durch den Habsburger Kaiser Karl VI. in den Reichsgrafenstand erhoben, welches 1748 bei Gijsbert seitens Kaiser Franz Stephan von Lothringen gefestigt wurde.
Die Familie besaß die Herrlichkeiten Moerkapelle, Wilde Veenen, Sint-Jan ten Steen, Glossenberghe, Hofwegen, Steenhuysen, Cromstrijen und Heijningen. Im Verlauf des 18. und 19. Jahrhunderts erhielten die Van Hogendorp Zugang in die höchsten Regierungsämter der Niederländischen Republik sowie ab 1815 des Königreiches der Niederlande. Weitere Adelserhebungen waren die eines Comte de l’Empire durch Napoleon Bonaparte für Dirk van Hogendorp im Jahre 1811 und die zu niederländischen Grafen [sowie Baronen] in den Jahren 1815, 1822, 1830 sowie 1867 für unter anderem Gijsbert Karel van Hogendorp. Das Geschlecht hat noch einige Stammhalter, einzig der reichsgräfliche Zweig ist zu Mitte des 20. Jahrhunderts erloschen.

## Familienmitglieder (Auszug)

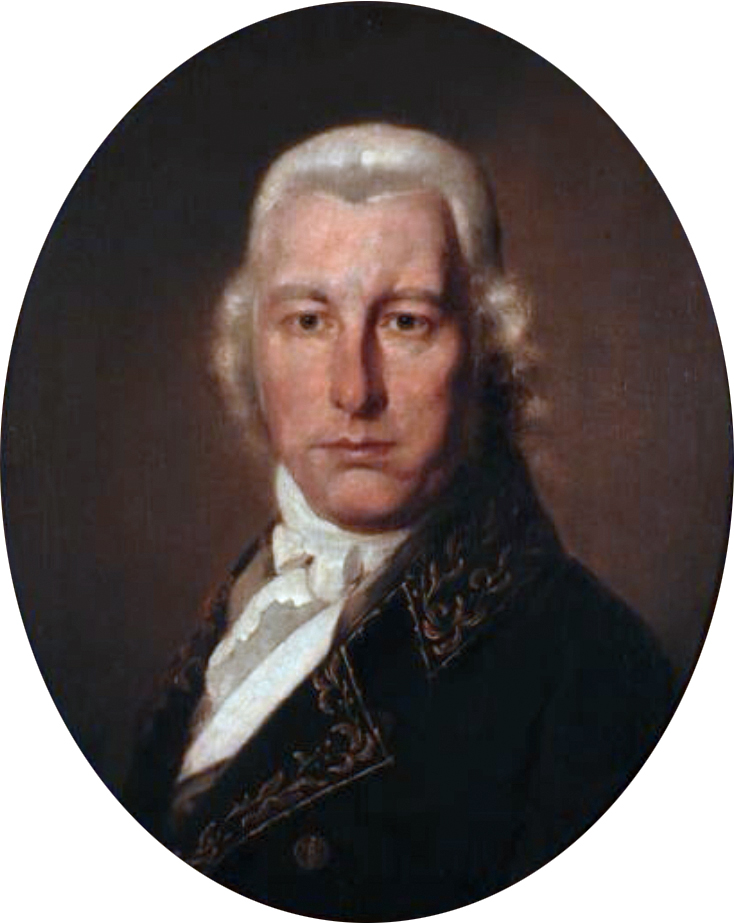
Dirk van Hogendorp

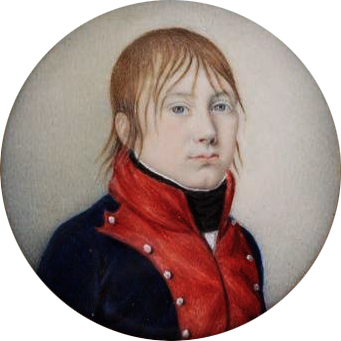
Carel Sirardus Willem van Hogendorp

- Gijsbert van Hogendorp (1589 in Dordrecht-1632 in Haag), Generalleutnant in schwedischem Dienst, Gouverneur der Stadt Mainz
- Daniël van Hogendorp (1604–1673), Herr von Moerkapelle und Wilde Veenen, Rotterdamer Regent, Baljuw des Schielandes
- Diederik van Hogendorp († 1702), Schatzmeister und Ratsherr des englischen Königs Wilhelm III. von Oranien
- Willem van Hogendorp (1656–1733), Leiter der Rotterdamer Kammer der Niederländischen Ostindien-Kompanie
- Gijsbert van Hogendorp (1667–1750), 1. Reichsgraf van Hogendorp, niederländischer Politiker (ontvanger-generaal der Republik der Vereinigten Niederlande)
- Diederik Johan (I) van Hogendorp (1697–1744), Schöffe und Ratsherr von Rotterdam
- Johan François van Hogendorp (1700–1779), Reichsgraf und Bürgermeister von Rotterdam
- Willem van Hogendorp (1735–1784), Regierungsmitglied der Stadt Rotterdam, im Dienst der Niederländischen Ostindien-Kompanie stehend
- Johan François van Hogendorp van Heeswijk (1746–1831), Bürgermeister der Stadt Rotterdam
- Diederik Johan (II) van Hogendorp (1754–1803), Reichsgraf von Hogendorp, Schöffe von Amsterdam, Leiter der Westindischen Kompanie
- Dirk van Hogendorp (1761–1822), Comte de l'Empire, Militär und Staatsmann
- Gijsbert Karel van Hogendorp (1762–1834), niederländischer Staatsmann
- Carel Sirardus Willem van Hogendorp (1788–1856), Militär und Kolonialverwalter
- Mariane van Hogendorp (1834–1909), Sozialreformerin und Feministin
- Audrey Hepburn (1929–1993), niederländisch-britische Schauspielerin stammte über ihre großmütterliche Familie der Mutterseite in direkter Linie von Gijsbert Karel van Hogendorp (1762–1834) ab